# NbE T 4
Der  Triebwagen NbE T 4 war ein Fahrzeug der Niederbarnimer Eisenbahn. Er wurde für den Vorortverkehr mit Dieselantrieb beschafft, um nach der Weltwirtschaftskrise den Betrieb zu rationalisieren. Der Triebwagen galt zu seiner Zeit als innovativ; er war als eines der ersten Fahrzeuge mit dieselmechanischer Kraftübertragungmit einem Ardelt-Getriebe mit Vollautomatik ausgestattet. Der T 4 wurde nach 1945 von der Deutschen Reichsbahn als DR 137 528 übernommen und 1966 ausgemustert.

## Geschichte

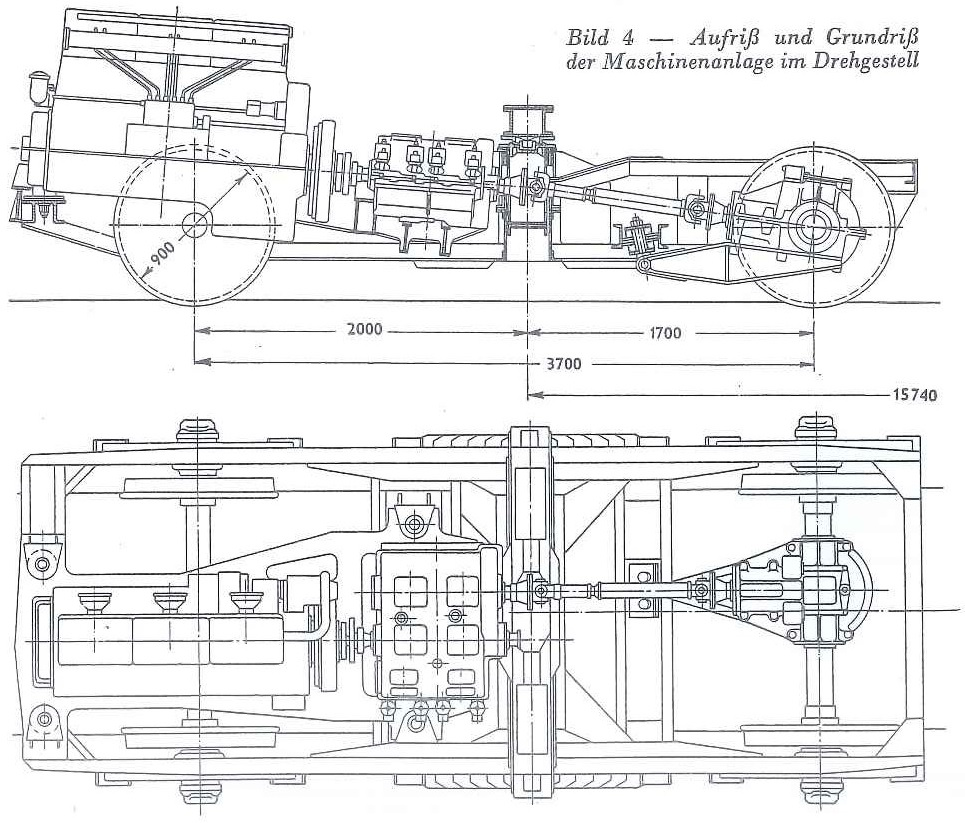
Anordnung der Maschinenanlage des NbE T 4

Bereits 1935 hatte die Niederbarnimer Eisenbahn einen Triebwagen mit einem Vollautomatik-Getriebe der Ardelt-Werke, produziert bei Christoph & Unmack, in Betrieb genommen. Dieser T 3 wurde 1946 nach Brandschaden ausgemustert. Da dieses Fahrzeug im Laufe eines Jahres ein fehlerfreier Lauf mit einer Laufleistung von etwa 125.000 Kilometern vorlag, wurde ein zweiter Triebwagen mit dieser Konfiguration beschafft.
Hergestellt wurde das Fahrzeug von der Waggonfabrik Wismar. Im Gegensatz zum T 3 hatte der T 4 eine Zweimaschinenanlage und war für den Betrieb mit Haltestellenabständen um drei Kilometer Länge bei Kiesbettung vorgesehen. Der Anfahrvorgang konnte beim Schaltvorgang ohne Zugkraftunterbrechung durchgeführt werden. Er war zudem für den Betrieb mit Vielfachsteuerung mit dem T 3 vorgesehen. Der Triebwagen erreichte im ersten Betriebsjahr eine Laufleistung von 183.000 Kilometern, ohne dass ein Verschleiß an den Überholkupplungen, den Hauptverschleißteilen des Getriebes, zu erkennen war.

## DR 137 528
Bei der Übernahme von der Deutschen Reichsbahn besaß er noch die originale Maschinenanlage. 1950 war er in der Reichsbahndirektion Berlin beheimatet, 1955 wird das Betriebswerk Berlin-Karlshorst als Heimatdienststelle angegeben. Von 1960 an war das Fahrzeug bis zu seiner Ausmusterung beim Bahnbetriebswerk Stendal beheimatet.

## Technische Beschreibung
Der Führerstand. Es bedeuten:
- a: Lichtmaschinenkontrolle
- b: Bremsmanometer
- c: Ölkontrolle des Motors

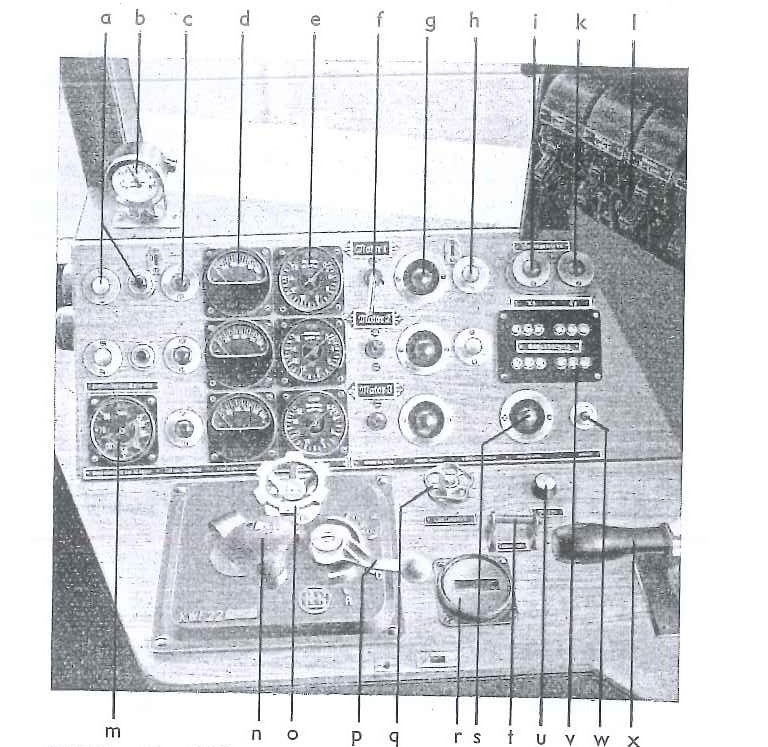
Führerpult des NbE T 4

- d: Messinstrumente Kühlwassertemperatur
- e: Messinstrumente Motordrehzahl
- f: Anlassschalter für Motor
- g: Abstellknöpfe für Motors
- h: Glühkerzenkontrolle
- i: Wendegetriebekontrolle zweimotoriger Wagen
- k: Wendegetriebekontrolle einmotoriger Wagen
- l: Schalttafel
- m: Geschwindigkeitsmesser
- n: Fahrschalter (Gangkurbel) mit Totmann
- o: Füllungsversteller (Brennstoffregelung)
- p: Ordnungsschalter
- q: Läutewerk
- r: Totmannlampe
- s: Sandstreuer
- t: Bremsauslöseventil
- u: Typhon
- v: Überwachung der Getriebegänge
- w: Klingel
- x: Führerbremsventil

Der Wagen war im Gegensatz zu seinem Vorgänger T 3 mit einer Zweimaschinenanlage ausgerüstet. Der Wagenkasten wurde in Leichtbau verwirklicht. Der Triebwagen wies bei seiner Inbetriebnahme das geringste Gewicht pro Sitzplatzzahl auf. Das Platzgewicht des Triebwagens betrug nur 360 Kilogramm. Das Vorgängermodell, der NbE T 1, hatte ein Platzgewicht von 427 Kilogramm, der T 3 gar 555 Kilogramm.
Das Untergestell, das Kastengerippe und die Außenbeblechung wurden elektrisch geschweißt hergestellt. Die Beblechung des Wagens wurde unterhalb der Brüstung mit 2 mm starkem, und oberhalb der Brüstung sowie im Dachbereich mit 1,5 mm starkem Blech mit Kupferlegierung ausgeführt. Für die Inneneinrichtung wurde vorwiegend die Holzlatten-Bauweise verwendet.
Die Antriebsanlage war im Maschinendrehgestell angeordnet. Dadurch konnte die Fußbodenhöhe mit 1.180 mm niedrig gehalten werden konnte. Der T 4 hatte ein schräg und quer im Drehgestell platziertes Ardelt-Getriebe, der Antrieb der Antriebsachse im Drehgestell erfolgte über eine Gelenkwelle.
Das Getriebe war wahlweise vollautomatisch oder von Hand schaltbar. Bei der vollautomatischen Schaltmöglichkeit musste der Triebwagenführer den Ganghebel lediglich auf Stellung A legen, die Schaltung des Getriebes wurde vollautomatisch in Abhängigkeit von der Geschwindigkeit und der Motorbelastung vorgenommen. Der Schaltvorgang für die vier Gänge wurde von einem Kontakt-Tachometer bestimmt, vier Magnetventile steuerten die betreffenden Gänge nach den Signalen dieses Tachometers. Alle Zahnradpaare des mechanischen Getriebes waren ständig im Eingriff, der erforderliche Gang wurde über von diesen Magnetventilen gesteuerten Überholkupplungen eingelegt. Beim Schaltvorgang musste der Triebwagenführer keine Handlungen übernehmen und war nicht von der Streckenbeobachtung abgelenkt. Beim Schaltvorgang von Hand konnte der Lokführer den gewünschten Gang mit der Gangkurbel einstellen, der Schaltvorgang wurde mit dem Kontakttachometer überwacht. Dadurch waren Fehlschaltungen ausgeschlossen.
Auf dem Foto des Führerpultes sind die Schalter für den Start und das Abstellen des Motors in dreifacher Ausführung sowie die Anzeigen zur Kontrolle von Öldruck, Kühlwassertemperatur und Motordrehzahl. Der Triebwagenführer sollte je nach Streckenprofil einzelne Motoren der Zugkomposition zu- oder abschalten können. Die Vielfachsteuerung wurde elektrisch realisiert. Die Steuerleitungen wurden in Kabelkanälen geführt, die an den Stirnseiten des Triebwagens in vielpoligen Steckdosen endeten. Die Gangkurbel war als Totmanneinrichtung ausgeführt. Eine Anfahrt des Triebwagens war ohne Niederdrücken der Gangkurbel nicht möglich, wurde die Gangkurbel während der Fahrt losgelassen, so wurde sofort die Kraftübertragung unterbrochen und die Bremsung des Zuges ausgelöst.